# La diciassettesima sposa
La diciassettesima sposa (The 17th bride) è un film israeliano del 1985 diretto da Nadav Levitan, tratto dal romanzo The bride di Ladislav Grosman.

## Trama
Cecoslovacchia, 1942.  Mentre in gran parte dell'Europa infuria la guerra, in una cittadina della Cecoslovacchia non ancora occupata dai tedeschi la vita prosegue in una relativa normalità. Anche gli ebrei, seppure soggetti a discriminazione razziale, non soffrono persecuzioni.
La famiglia Elias fa progetti per il futuro e Jonah, il capofamiglia, cerca un buon partito per maritare Liza, la figlia maggiore. 
Liza, però, rifiuta di sposarsi solo per compiacere i genitori e aspetta di incontrare l'uomo giusto. Ha una sartoria bene avviata, guadagna bene e può essere indipendente. Dopo essersi confidata con una sua amica cristiana, rompe gli indugi e decide di vivere da sola nella sua bottega, senza comunque allontanarsi dalla famiglia. Prova una certa attrazione verso uno studente incontrato casualmente, e questi, dopo averla corteggiata, le dà un appuntamento.
Intanto, nella cittadina vengono affissi avvisi con l'ordine emanato dalle autorità che tutte le donne di razza ebraica in età da marito, ma non ancora sposate, devono registrarsi per il servizio militare entro tre settimane. 
Liza, che ha fatto intendere ai genitori di aver finalmente trovato l'uomo giusto, si reca all'appuntamento, ma il giovane studente non si presenta perché già impegnatosi con un'altra ragazza.
Nonostante la delusione, Liza, contrattando abilmente con un gioielliere, acquista le fedi nuziali.
Quando ormai tutti i giovani disponibili della città sembrano essere stati fidanzati per scongiurare l'ordine riguardante le ragazze da marito, Max, un amico di Jonah, propone suo figlio Petty, molto giovane e anche piuttosto sempliciotto. Liza, sebbene sconcertata, acconsente alla proposta.
Il giorno fissato per le nozze, ben diciassette coppie si presentano in municipio, dove il sindaco, lasciatosi corrompere, procede al rito civile pur avendo omesso le dovute pubblicazioni.
La validità dei matrimoni viene messa in discussione e, per renderli effettivi, i padri delle ragazze ricorrono ad un rabbino comprensivo che si offre di sposare le coppie anche con il rito religioso. 
Nel frattempo, Liza sente di poter condividere la sua vita con Petty e cerca di vincere la timidezza del ragazzo attirandolo a sé con un bacio. In seguito, unica fra tutte le spose, si prepara alla cerimonia religiosa con le abluzioni rituali nella mikveh.  
Il giorno dopo, nella sinagoga, dove sono riunite le diciassette coppie, il rabbino inizia i riti proprio con Liza e Petty. Ma ormai è troppo tardi: non appena i due sono diventati marito e moglie davanti a Dio e davanti all'assemblea, un militare consegna a Liza e alle altre ragazze l'ordine perentorio di presentarsi per la registrazione.
Dopo una visita medica, le ragazze vengono avviate ad un treno. Petty riesce a far scappare Liza, rimanendo, però, colpito dagli spari di una sentinella. Liza fugge, ma, inebetita, gira per la campagna in abito da sposa finché non viene fermata da una pattuglia di soldati tedeschi che la portano via verso il suo destino.

## Produzione
Il film è stato girato in Israele e in Germania, a Wasserburg am Inn.